# Krásno (Tsjechië)
Krásno (Duits: Schönfeld) is een kleine Tsjechische stad in de regio Karlsbad, en maakt deel uit van het district Sokolov. Krásno telt 700 inwoners (2023).

## Geschiedenis
- 1330 – De eerste schriftelijke vermelding van Krásno.
- 2007 – De gemeente Krásno krijgt (opnieuw) de status stad.[1]

Březová · Bublava · Bukovany · Chlum Svaté Maří · Chodov · Citice · Dasnice · Dolní Nivy · Dolní Rychnov · Habartov · Horní Slavkov · Jindřichovice · Josefov · Kaceřov · Krajková · Královské Poříčí · Kraslice · Krásno · Kynšperk nad Ohří · Libavské Údolí · Loket · Lomnice · Nová Ves · Nové Sedlo · Oloví · Přebuz · Rotava · Rovná · Staré Sedlo · Stříbrná · Svatava · Šabina · Šindelová · Sokolov · Tatrovice · Těšovice · Vintířov · Vřesová